# Kero Kero Bonito
Kero Kero Bonito är en brittisk indiepopgrupp, bestående av sångaren Sarah Midori Perry och producenterna Gus Lobban och Jamie Bullied. 

## Diskografi
- Bonito Generation (2016)
- Time 'N' Place (2018)